# مساعد شخصي

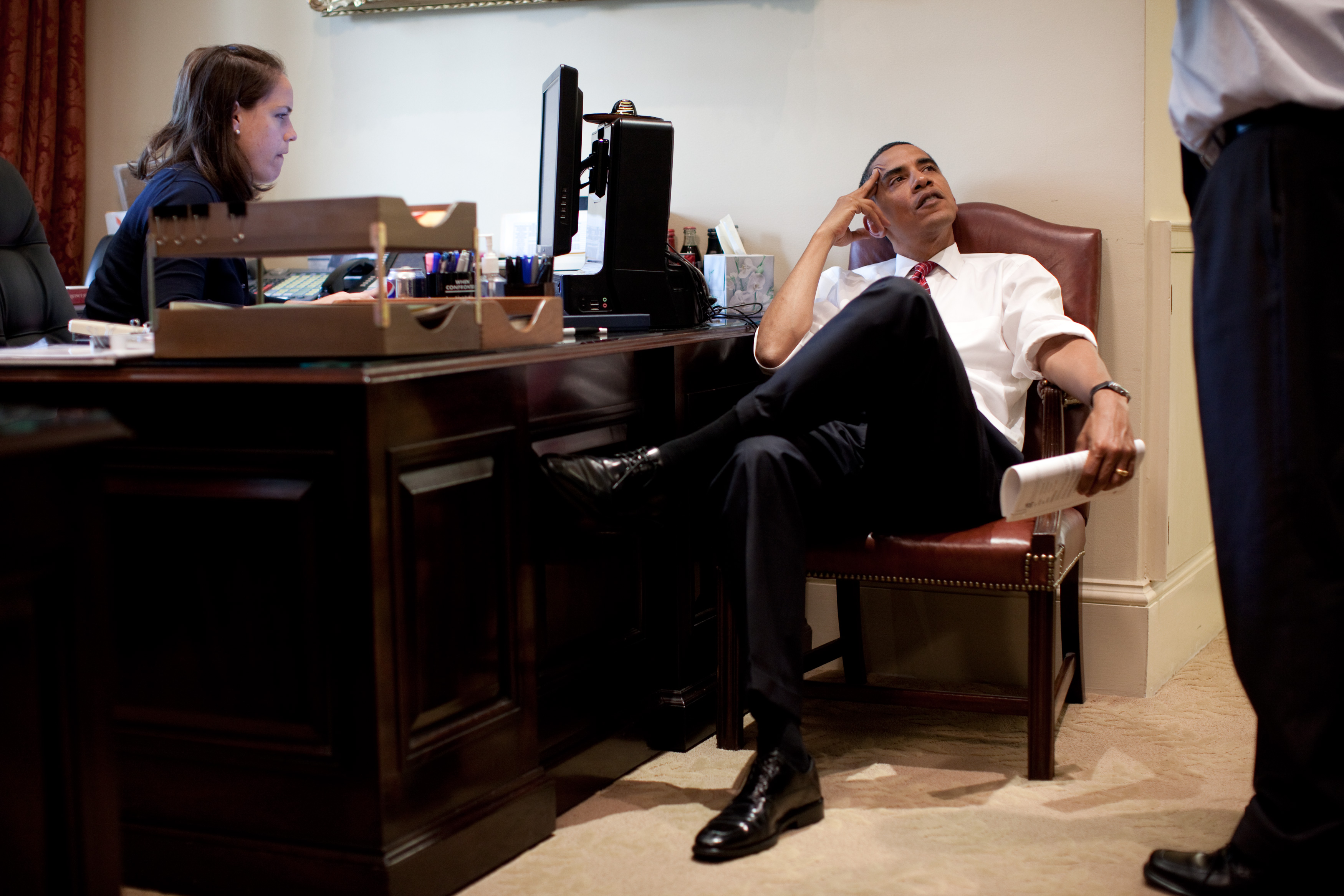
الرئيس الأمريكي السابق باراك أوباما مع السكرتيرة الشخصية للرئيس كاتي جونسون

مساعد شخصي (بالإنجليزية: Personal assistant)‏ هو عنوان وظيفي يصف شخصًا يساعد شخصًا معينًا في أعماله اليومية أو مهامه الشخصية.